# High/Low
High/Low é o álbum de estreia da banda Nada Surf, lançado a 18 de Junho de 1996.

## Faixas
Todas as faixas por Matthew Caws e Daniel Lorca.
1. "Deeper Well" – 3:55
2. "The Plan" – 4:31
3. "Popular" – 3:48
4. "Sleep" – 3:47
5. "Stalemate" – 3:38
6. "Treehouse" – 2:43
7. "Icebox" – 3:17
8. "Psychic Caramel" – 4:00
9. "Hollywood" – 2:20
10. "Zen Brain" – 4:28

## Recepção pela crítica e pelo público
| Críticas profissionais | Críticas profissionais |
| Avaliações da crítica  | Avaliações da crítica  |
| Fonte                  | Avaliação              |
| ---------------------- | ---------------------- |
| Allmusic               | 3/5                    |
| Robert Christgau       | Bombastic              |

O álbum foi bem recebido tendo atingido posições de destaque na Billboard. Na lista Heatseekers ficou no número 1 na lista. Na lista Billboard 200 ficou na posição 63.
Dentre as críticas profissionais o álbum recebeu 3 estrelas de um total de 5 da AllMusic.. O crítico de rock Robert Christgau classificou o disco como bombástico.
No site Pitchfork Media o álbum recebeu nota 7,4 de um total de 10.
Álbum